# Daïra de Draâ Ben Khedda
La daïra de Draâ Ben Khedda est une circonscription administrative algérienne située dans la wilaya de Tizi-Ouzou et la région de Kabylie. Son chef-lieu est situé sur la commune éponyme de Draâ Ben Khedda.

## Communes
La daïra est composée de quatre communes :
- Draâ Ben Khedda ;
- Sidi Nâamane ;
- Tadmaït ;
- Tirmitine.

La population totale de la daïra est de 83 935 habitants pour une superficie de 172,23 km2.

## Localisation
|                         | Daïra de Makouda         |                                         |
| ? (Wilaya de Boumerdes) | daïra de Draâ Ben Khedda | Daïra de Tizi-Ouzou, Daïra d'Ouaguenoun |
| Daïra de Draâ El Mizan  |                          | Daïra de Mâatkas                        |